# FN Browning 1903
De FN Browning model 1903, ook M1903, FN Mle 1903 of Browning No.2, is een door John Browning ontworpen halfautomatisch (‘zelflaad’) pistool dat tussen 1910 en 1983 werd geproduceerd door het Belgische Fabrique Nationale de Herstal (FN Herstal).

## Geschiedenis
De FN Browning model 1903 werd geïntroduceerd in 1903. Het vuurt de “9 mm Browning Long 9×20 mm SR patroon”.
Het moet niet worden verward met de in de Verenigde Staten gemaakte Colt Model 1903 Pocket Hammerless met kaliber .32 ACP (7,65×17 mm) of met de Colt Model 1903 Pocket Hammer met kaliber .38 ACP (9×23 mm) die gebaseerd zijn op hetzelfde mechanische ontwerp dat Browning verkocht aan beide bedrijven (en ook aan anderen).
De FN Model 1903 (gewicht 930 g, lengte 205 mm) is groter dan de Colt Hammerless (gewicht 680 g, lengte 171-180 mm) om de krachtigere “9mm Browning Long 9×20 mm SR patroon” te kunnen gebruiken.
Vanwege zijn betrouwbaarheid, nauwkeurigheid, lichte gewicht en snel herladen, was de M1903 het standaard vuistvuurwapen voor veel politiediensten en krijgsmachten.
Het pistool werd aanvankelijk door FN geïntroduceerd als de Browning Modèle de Guerre (nl: Browning Oorlogsmodel) of Browning Grand Modèle (nl:Browning Groot Model).
De FN Model 1903 is voorzien van een automatische sledestop aan de rechterkant die de slede in de achterste, geopende, stand houdt als de laatste patroon verschoten is, zoals voor het eerst toegepast werd op de FN Browning M1902. Het heeft een greepveiligheid aan achterzijde van de pistoolgreep, die ingedrukt moet worden voordat er afgevuurd kan worden. De veiligheidspal bevindt zich linksachter onder de slede.

## Pre-WWI productie
FN verzocht in 1901 John Browning om een prototype te maken. FN vervaardigde enkele proefexemplaren voor Noorwegen en Zweden om beproefd te worden als legerpistool. Noorwegen koos echter voor de Kongsberg M/1912, een kopie van de eveneens door Browning ontworpen Colt M1911.
Zweden bestelde 10.000 exemplaren van de FN Browning, die vanaf 1907 als m/1907 het standaard militaire pistool van de Zweedse krijgsmacht werden.
Tussen 1908 en 1914 bestelde het Ottomaanse Rijk 8.000 exemplaren voor gebruik door de politie, en het Russische Rijk bestelde in dezelfde periode ongeveer 11.000 met houten ‘kolfholsters’ voor hun politiediensten. De kolf kon onderaan de pistoolgreep bevestigd worden. Daardoor was bij gebruik van de kolf een extra lang magazijn (10 patronen). Als de holsterkolf niet aan het wapen bevestigd was zat het lange magazijn in de holsterkolf.
Nog eens 9.000 pistolen werden commercieel verkocht voordat de productie in 1914 werd stopgezet door de Duitse inval in België.

## Interbellum
Na de Eerste Wereldoorlog waren er veel overtollige vuurwapens beschikbaar, waardoor er weinig was vraag naar nieuwe pistolen. Toen de vraag in de jaren ‘20 toenam produceerde FN 4.616 pistolen M1903 voor het leger van Estland en enkele honderden voor Paraguay en El Salvador. FN stopte de productie van model 1903 in 1927 nadat in totaal 58.442 pistolen geproduceerd waren. FN had voldoende wapens op voorraad om de commerciële verkoop tot in de jaren ‘30.
Veel Estlandse pistolen werden in de jaren ‘30 verkocht aan Spanje, waar ze in de Spaanse Burgeroorlog werden gebruikt. Sommige van de Zweedse pistolen werden door Finland gebruikt tijdens Tweede Wereldoorlog. Veel overtollige pistolen, voornamelijk van Husqvarna, vonden uiteindelijk hun weg naar de Verenigde Staten, waar er veel door importeurs werden aangepast om de meer gebruikelijke .380 ACP-patronen af te kunnen vuren.

#### Zweedse productie

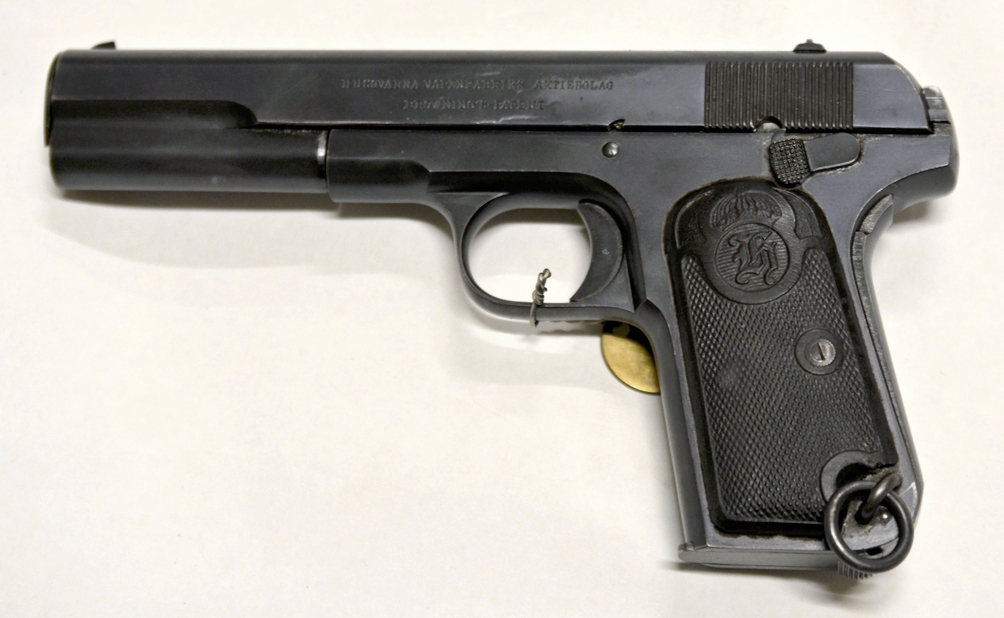
Een Husqvarna m/1907 uit de collectie van het Zweedse Luchtmacht Museum

Zweden verkreeg een licentie om de Husqvarna Vapenfabriks Aktiebolag een variant van het ontwerp te laten vervaardigen, de Husqvarna m/1907. De productie begon in 1917 voor zowel de militaire als de civiele markt. Toen FN in de jaren ‘30 de productie van de M1903 niet hervatte, produceerde Husqvarna ook militaire pistolen voor Colombia. Toen de productie in 1942 eindigde waren er door Husqvarna 89.230 pistolen vervaardigd. Tot 1918 stond op de slede van door Husqvarna geproduceerde pistolen de tekst: Browning's Patent of System Browning. Bij na de Eerste Wereldoorlog geproduceerde wapens staat die tekst er niet op, omdat FN toen het exclusieve recht had gekregen om de naam van John Browning te gebruiken.
De Zweedse militaire aanduiding was Pistol m/07 en het was het standaard vuistvuurwapen totdat het vanaf 1940 vervangen werd door de Lahti L-35 (Pistol m/40). Toen in de jaren ‘80 de afsluiters van de Lahti’s scheuren begonnen te vertonen door het gebruik van een krachtiger 9 mm patroon (9 mm m/39B) die in de jaren ’60 in gebruik was genomen werden de Pistol m/07’s uit opslag gehaald en tijdelijk weer in gebruik genomen totdat de nieuwe Glock 17 (Pistol m/88) pistolen geleverd.

## Gebruik na de Tweede Wereldoorlog
M1903’s worden nog altijd gebruikt tijdens conflicten, bv tijdens de Eerste Toearegopstand (1990-1995) door de Mouvement Populaire de Libération de l'Azawad (nl: ‘Volksbeweging voor de bevrijding van Azawad’), een militante Toeareg-beweging in (Azawad, in het noorden van Mali. en tijdens de Burundese burgeroorlog (1993-2005).

## Gebruikers
- Colombia
- El Salvador
- Estland
- Finland
- Nederland
- Ottomaanse Rijk
- Paraguay[1]
- Keizerrijk Rusland
- Tweede Spaanse Republiek
- Zweden

### Nederland

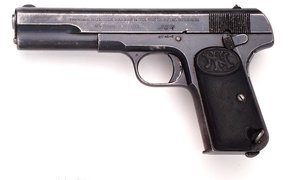
Browning model 1903 van de Koninklijke Marine in de collectie van het Nationaal Militair Museum

Bij de Koninklijke Marine was de 9 mm versie het zelfladende Luger parabellum pistool als "Pistool No.1" ingevoerd ter vervanging van de 6-schots 9,4 mm Bergansius M1973 revolver. Dit Luger model was in 1904 ook door de Duitse Keizerlijke Marine ingevoerd als ‘P04’ en werd in 1908 als ‘P08’ het standaard pistool werd voor de Duitse Keizerlijke Landmacht. Het KNIL schafte het wapen in 1911 ook aan als "Pistool M.11". Ook andere krijgsmachten gebruikten de Luger.

#### Pistool No.2
Toen uitbreiding van de MLD de aanschaf van meer persoonlijke wapens noodzakelijk maakte, en de Luger vanwege de restricties die de Duitse industrie na de Eerste Wereldoorlog opgelegd had gekregen niet meer verkrijgbaar was, kocht de Koninklijke Marine in 1923 en in 1926 pistolen van het type 9 mm FN Browning Model 1903. In totaal werden 80 pistolen van dit model gekocht. Het wapen werd "Pistool No.2" genoemd. In de meidagen van 1940 was het wapen nog in gebruik.
In 1936 was de M1903 niet meer leverbaar, en kocht Koninklijke Marine enkele honderden FN Browning Model 1910 in kaliber 7,65 x 17 mm. Dat wapen was kreeg bij de marine aanduiding "Pistool No.4". Het was identiek aan het pistool dat als "Pistool M.25 No.1" bij de Koninklijke Landmacht de Bergansius M1973 revolver vervangen had.